# Крюк Ольга Сергіївна
О́льга Сергі́ївна Крю́к (нар. 9 січня 1966, м. Вінниця) — українська художниця. Член Національної спілки художників України (2019).

## Біографія
Народилася 9 січня 1966 в. у Вінниці. Закінчила Одеське державне художнє училище ім. М. Грекова (1981—1985), за спеціальністю «художня кераміка».

Живе у Вінниці.

## Творчість
Працює в галузі графіки. Основні твори у техніці «олійна пастель»: «Літній дощ», «Моє місто», «Очікування», «Вікно», «Початок зими». З 2017 року брала участь у колективних виставках в Києві, Харкові, Маріуполі, Лубнах. Перша персональна виставка відбулася 2018 року у Вінниці. Її роботи є в приватних колекціях в Німеччині, Швейцарії, Ізраїлі, в країнах Скандинавії.
|                                                                         | У мистецькому набутку простежуються теми квіткової композиції, пейзаж, натюрморт. Ми спостерігали за Олею давно, і сьогодні бачимо її першу, персональну виставку. Можна впевнено сказати, що вона вдалася та отримає неабияке визнання серед жителів України. |
| — Віталій Каспрук, голова Вінницької обласної організації НСХУ, 2018 р. | |